# 森本慶三
森本 慶三（もりもと けいぞう、1875年（明治8年）3月10日 - 1964年（昭和39年）12月5日）は日本のキリスト教徒、学者。
樽井藤吉と森本ふさの三男として生まれ、キリスト教について学び、後に津山基督教図書館（現・森本慶三記念館）を設立した。その他にも、学者の一面があり、現在、森本慶三記念館に慶三の遺物が展示されている。

## 生涯

### 幼少期
樽井藤吉の三男として岡山県の伏見町に生まれる。京都府立洛北高等学校・附属中学校を卒業した後、兄を継いで商売に営んだ。しかし商売が上手くいかないため、子供の頃から生きる事に悩んでいたとされている。しかし、キリスト教徒である内村鑑三に救われ、自らもキリスト教に加入し、鑑三から教えを受けた。

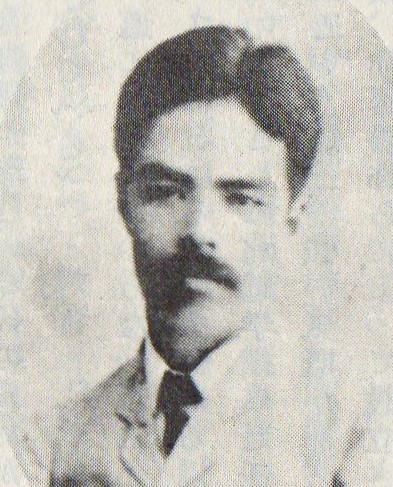
内村鑑三

その後は農業に従事しながら、1905年に東京帝国大学農科大学（現・東京大学農学部）の選科を卒業した。大学の教えもあり、香川県と故郷の岡山県で農業を専門とする職業を数年間続けた。

### 教育
1926年（昭和元年）に商売をやめ、家業の整理をした。その後、鑑三の影響もあり、キリスト教に関する図書館（津山基督図書館）を設立した。
現在は、この図書館は森本慶三記念館と言う名前で故郷の岡山県に設置されている。1950年（昭和25年）には津山基督数学園、1963年（昭和38年）には津山科学教育博物館（愛称：つやま自然のふしぎ館)
をそれぞれ設立した。

### 晩年
1964年（昭和39年）、慶三は戦時中でも平和を願い、自らの人生と人材を地域の人々に全て捧げながら死去（89歳没）。現在、森本慶三記念館には慶三の遺物、津山科学教育博物館には彼の内臓のホルマリン漬けと骨格標本が展示されている。
彼は鑑三の教えで、日露戦争に反対した一人であり、生涯平和主義の人物であった。

## 先祖
先祖は、熊本藩主である加藤清正の重臣、森本一久。
熊本城下に住居しており、その後、一久の弟一族が津山藩主の森忠政に召された土地で商人として働いた事から始まる。慶三の父である樽井藤吉は9代目であり、主に町会議員として働いた。10代目は慶三である。